# Jan Janszoon van Haarlem
Jan Mourad Janszoon van Haarlem, også kendt som Raïs Mourad den Yngre eller Jan van Salé (cirka 1570-1641), havde en karriere som hollandsk kaprer, korsar fra Barbareskstaterne, storadmiral og guvernør i Salé og Oualidia.
Han blev født i 1570 i Haarlem under den spanske besættelse. Der er ringe kendskab til hans tidlige liv, men han giftede sig med Soutgen Cave i 1595, og de fik to børn, Edward og Lysbeth.

## Livet som hollandsk pirat
Han blev 1600 en del af kaapvaart, en (semi)lovlig form for pirateri, hvor han arbejdede for den hollandske stat med kaperbreve for at chikanere spansk skibsfart under Firsårskrigen og fra sin hjemby Haarlem plyndrede skibe fra fjendtlige lande med tilladelse fra regeringen, hvilket var mere lukrativt end et normalt liv som sømand. Janszoon overskred dog beføjelserne for sine kaperbreve og begyndte at angribe skibe fra enhver udenlandsk stat. Når han angreb et spansk skib, hejste han det hollandske flag; når han angreb andre, optrådte han som en osmannisk kaptajn og hejste det osmanniske flag eller flag fra andre Middelhavsstater. Efter at De Forenede Nederlande indgik en våbenhvile med Spanien i 1609, måtte kaprerne stoppe deres aktiviteter. Janszoon arbejdede derefter inden for regulær skibsfart, men var utilfreds med det. I 1618 forlod han sin kone og børn uden afsked og rejste til De Kanariske Øer, hvor han led skibbrud ved Lanzarote.

## Livet som muslimsk pirat
Efter skibbruddet blev Janszoon reddet af den hollandske pirat Ivan Dirkie de Veenboer, også kendt som Süleyman Raïs, der havde konverteret til islam og kaprede under islamisk flag. Janszoon konverterede også og tog navnet Moerad. Nogle historikere spekulerer i, at konversionen var påtvunget, men Janszoon selv forsøgte ivrigt at konvertere sine europæiske medfanger til islam og blev en passioneret muslimsk missionær. Efter konverteringen og tilpasningen til sine medfangers levevis sejlede han med den berømte korsar Süleyman Raïs, som Janszoon havde kendt før sit fangenskab. De blev ledsaget af Simon de Danser. I Algier som var underlagt det Osmanniske Rige, var der mange pirater, og muslimer kunne som korsrarer kapre for egen gevinst under beskyttelse af den osmanniske sultan. Pirateriet var en del af jihad, krigen mod ikke-muslimer. Men da Algier sluttede fred med flere europæiske nationer, blev kaprernes friheder begrænset. Janszoon flyttede derefter til Marokko, som ikke var underlagt det Osmanniske Rige. Han bosatte sig i Salé, en berygtet og rig piratby, hvor hans karriere som korsar tog fart. Han blev snart udnævnt til den første præsident og storadmiral i Korsarrepublikken Salé, guvernør af Oualidia og en af de mest berømte Barbaresk-korsarer i det 17. århundrede.

### Slavetogter
Jan Janszoon van Haarlem organiserede flere slavetogter til forskellige steder, herunder Island og Irland.
I 1622 ankom han til den hollandske havn Veere i Zeeland for at få repareret sit skib. Mens han var i havn, sluttede flere hollandske sømænd sig til ham, på trods af stærke protester fra den hollandske regering. Da hans skibe var repareret, og det blev tid til at forlade Veere, angreb han som det første en række franske fartøjer.
I 1627 erobrede han den britiske øen Lundy i Bristolkanalen og holdt den i fem år, hvor han brugte den som base for raid.
I 1627 angreb han Island, hvor han gennemførte sit mest usædvanlige togt, idet han bland andet angreb Reykjavik og de nærliggende Vestmannaeyjar. Reykjavik viste sig at være en skuffelse, da piraterne kun fandt saltfisk og dyrehuder i havnen. I byen Heimaey var folk dog ikke så heldige; her dræbte piraterne omkring 30 personer og bortførte yderligere 400 som slaver. De fleste af de bortførte blev aldrig set igen, men 27 blev løskøbt i 1637 og vendte tilbage til Island. En af de tilbagevendte, en kvinde ved navn Guðríður Símonardóttir, købte sin egen frihed tilbage fra slavehandlen i Algiers og rejste blandt andet gennem Tunesien, Italien og Danmark tilbage til Island.
Fire år efter angrebet på Island, i 1631, gennemførte han et angreb på den lille kystby Baltimore i Cork på Irland. Her lykkedes det ham at fange og føre 108 personer tilbage til Algiers for salg på slavemarkedet. 
Disse angreb illustrerer den vidtrækkende og ødelæggende indflydelse, som Janszoon og hans pirater havde i det nordlige Atlanterhav, og de dybe spor de efterlod i historien om europæisk pirateri og slavehandel.